# 2016年リオデジャネイロオリンピックのイラン選手団
2016年リオデジャネイロオリンピックのイラン選手団（2016ねんリオデジャネイロオリンピックのイランせんしゅだん）は、2016年8月5日から8月21日にかけてブラジルのリオデジャネイロで開催された2016年リオデジャネイロオリンピックのイラン選手団、およびその競技結果。

## 概要
今大会は金メダル3個、銀メダル1個、銅メダル4個の合計8個のメダルを獲得した。
テコンドー女子57kg級ではキミア・アリザデが銅メダルを獲得し、イランの女子選手として史上初のオリンピックでのメダル獲得となった。

## メダル

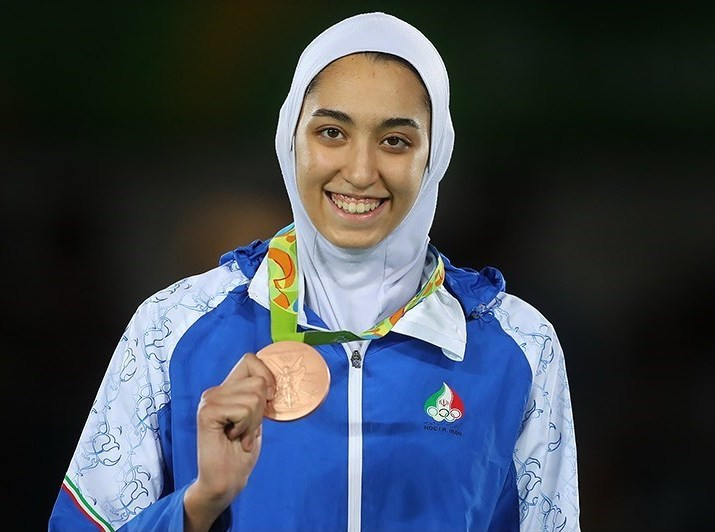
銅メダルを獲得したキミア・アリザデ

| メダル | 選手名                 | 競技                 | 種目                      |
| ------ | ---------------------- | -------------------- | ------------------------- |
| 金     | ハサン・ヤズダニ       | レスリング           | 男子フリースタイル74kg級  |
| 金     | キアヌーシュ・ロスタミ | ウエイトリフティング | 男子85kg級                |
| 金     | ソフラブ・モラディ     | ウエイトリフティング | 男子94kg級                |
| 銀     | コメイル・ガセミ       | レスリング           | 男子フリースタイル125kg級 |
| 銅     | ハサン・ラヒミ         | レスリング           | 男子フリースタイル57kg級  |
| 銅     | ガセム・レザエイ       | レスリング           | 男子グレコローマン98kg級  |
| 銅     | キミア・アリザデ       | テコンドー           | 女子57kg級                |
| 銅     | サイード・アブデヴァリ | レスリング           | 男子グレコローマン75kg級  |